# NGC 4152
NGC 4152 é uma galáxia espiral barrada (SBc) localizada na direcção da constelação de Coma Berenices. Possui uma declinação de +16° 01' 59" e uma ascensão recta de 12 horas, 10 minutos e 37,5 segundos.
A galáxia NGC 4152 foi descoberta em 21 de Março de 1784 por William Herschel.